# Лесново (община Пробищип)
 Тази статия е за селото в Северна Македония.  За селото в България вижте Лесново.  
Лесново (изписване до 1945 година: Лѣсново; на македонска литературна норма: Лесново) е село в източната част на Северна Македония, община Пробищип. Край Лесново се намира някогашното българско духовно средище - Лесновският манастир и скалните църкви „Свети Илия“ и „Успение Богородично“.

## География
Землището на Лесново е 14,1 км2, от които земеделската площ е 1360 хектара – 168 хектара обработваема земя, 618 хектара пасища и 574 хектара гори.

## История
Селото, заедно с махала Луково, е споменато сред владенията на съседния манастир „Свети Гаврил Лесновски“ в две грамоти от XIV век: на цар Стефан Душан и на Константин Драгаш от 1381 г.
В османски данъчни регистри на немюсюлманското население от вилаета Кратова от 1618-1619 година селото е отбелязано под името Леснова с 27 джизие ханета (домакинства). Списък на селищата и на немюсюлманските домакинства в същия вилает от 1637 година сочи 28 джизие ханета в Леснова.
В XIX век Лесново е чисто българско село в Кратовска кааза на Османската империя. Според статистиката на Васил Кънчов („Македония. Етнография и статистика“) от 1900 г. Лесново има 800 жители, всички българи християни.
В началото на XX век българското население на селото е под върховенството на Българската екзархия. По данни на секретаря на екзархията Димитър Мишев („La Macédoine et sa Population Chrétienne“) през 1905 година в Лесново има 640 българи екзархисти и работи българско училище.
При избухването на Балканската война в 1912 година осем души от Лесново са доброволци в Македоно-одринското опълчение.
Според преброяването от 2002 година селото има 41 жители (18 мъже и 23 жени), всички македонци, в 25 домакинства и 78 къщи.
На 5 януари 1999 година митрополит Стефан Брегалнишки осветява параклиса „Свети Наум Охридски“. Иконите и живописта са от 1998 година от Драган Ристески и Лазар Лечич.

## Родове
Според анкета, извършена в началото на 70-те години на ХХ век, староседелци в Лесново са родовете:
Стамболийци-Клинчарци, Йовчевци, Тодосовци, Шарковци, Спасовци и Габерци.
Преселници са:
- Герджовци, дошли от Малешево или от Пресека, Кочанско,
- Кумаpци, преселили се от Узем, Кривопаланско,
- Попангелови, чийто предшественик, свещеник, дошъл от Дурачка река, Кривопаланско, през първата половина на ХІХ век,
- Терзийци и Радевци-Домазетци, дошли във втората половина на ХІХ век от Ямище, Злетовско, където се преселили от Горна Пчиня.[10]

## Личности
Родени в Лесново
- Анани Лазов, български революционер, деец на ВМОРО, четник на Стоян Леков в 1915 година[11]
- Васил Петко, българин, православен, арестуван на 8 януари 1904 година, обвинен в „даване на убежище и храна на българските бунтовници“, осъден на 3 години каторга, лежал в Скопския затвор, амнистиран с общата амнистия от 12 април 1904 година[12]
- Гаврил (Гавраил) Арсениев (Арсенов) (? – 1922), македоно-одрински опълченец, към 1912 година 22 (25, 26)-годишен, земеделец, основно образование, четата на Славчо Абазов и Дончо Ангелов, 1 рота на 14 воденска дружина, Сборна партизанска рота на МОО[13] четник на Дончо Ангелов в 1915 година,[14] и деец на ВМРО, загинал в сражение със сръбски части на 8 юли 1922 година[15]
- Гаврил Митев, български революционер, четник на Дончо Ангелов в 1915 година[16]
- Йорги Димо, българин, православен, арестуван на 8 януари 1904 година, обвинен в „даване на убежище и храна на българските бунтовници“, осъден на 3 години каторга, лежал в Скопския затвор, амнистиран с общата амнистия от 12 април 1904 година[12]
- Йордан Толев, български революционер, четник на Дончо Ангелов в 1915 година[16]
- Йосе Бакърче, член на Лесновския комитет на ВМОРО[17]
- Йосиф Манафов, член на Лесновския комитет на ВМОРО[17]
- Никола (Коле) Досев Попов (1877 – ?), български революционер от ВМОРО, четник на Атанас Бабата[18], македоно-одрински опълченец, четата на Славчо Абазов и Дончо Ангелов, 1 рота на 15 щипска дружина, Сборна партизанска рота на МОО[19]
- Петър Панов (1896 – 1922), деец на ВМРО, загинал в сражение със сръбски части на 8 юли 1922 година[15]
- Санде Попмано, българин, православен, арестуван на 8 януари 1904 година, обвинен в „даване на убежище и храна на българските бунтовници“, осъден на 3 години каторга, лежал в Скопския затвор, амнистиран с общата амнистия от 12 април 1904 година[20]
- Сане Попиванов, български революционер, четник на Дончо Ангелов в 1915 година[21]
- Строиман Здравев (1865 – ?), български революционер от ВМОРО, четник на Атанас Бабата[18]

Свързани с Лесново
- Георги Топуков, член на Лесновския комитет на ВМОРО[17]
- Козма Лесновски, председател на Лесновския комитет на ВМОРО[17]